# سیارک ۲۳۳۸۳
سیارک ۲۳۳۸۳ (به انگلیسی: 23383 Schedios، نامگذاری:5146T-2) بیست و سه هزار و سیصد و هشتاد و سومین سیارک کشف شده‌است که در ۲۵ سپتامبر ۱۹۷۳ کشف شد.
قدر مطلق سیارک برابر ۱۱٫۵۰ است.